# Молоканова, Ирина Ивановна
Молоканова Ирина Ивановна (род. 3 декабря 1957, Болград, Одесская область, Украинская ССР, СССР) — государственный деятель Приднестровской Молдавской Республики. Министр финансов Приднестровской Молдавской Республики с июля 2007 по 24 января 2012 и с 11 января 2016 по 31 декабря 2017.

## Биография
Родилась 3 декабря 1957 в городе Болград Одесской области Украинской ССР, в семье служащих. В 1974 окончила среднюю школу № 17 Тирасполя.
С сентября 1974 по август 1975 работала кассиром в аптеке № 315 Тирасполя.

### Образование
В 1980 окончила инженерно-экономический факультет Одесского политехнического института по специальности специальности «Экономика и организация машиностроительной промышленности», получив квалификацию инженер-экономист.

### Карьера
После окончания института, с августа 1980 по сентябрь 1984 — стажёр, затем инженер-экономист в ПДО завода «Позитрон» Минэлектротехпрома (Ивано-Франковск).
С сентября 1984 по июль 1990 — экономист, старший экономист, начальник отдела госдоходов Тираспольского горфинотдела.
С июля 1990 по декабрь 1995 — начальник отдела налогообложения, главный налоговый инспектор, заместитель начальника, затем исполняющий обязанности начальника Главной государственной налоговой инспекции (ГГНИ) Министерства экономики и финансов Приднестровской Молдавской Республики.
С декабря 1995 по апрель 1997 — начальник ГГНИ, заместитель начальника Главного управления финансов Министерства экономики и материальных ресурсов Приднестровской Молдавской Республики.
С апреля 1997 по август 2000 — первый заместитель министра финансов Приднестровской Молдавской Республики.
С августа 2000 по январь 2002 — начальник Бюджетного управления Приднестровской Молдавской Республики.
С января 2002 по январь 2007 — начальник Государственной службы «Бюджетное управление Приднестровской Молдавской Республики» — заместитель министра финансов.
С января по июль 2007 — заместитель министра финансов Приднестровской Молдавской Республики.
С июля 2007 по 24 января 2012 — министр финансов Приднестровской Молдавской Республики.
С 25 января по 30 ноября 2012 — директор Фонда государственного резерва Приднестровской Молдавской Республики.
С апреля по сентябрь 2013 — помощник Председателя Счетной Палаты Приднестровской Молдавской Республики.
С 1 октября 2013 по 11 января 2016 — заместитель министра здравоохранения Приднестровской Молдавской Республики по экономическим вопросам.
С 11 января 2016 по 29 декабря 2017 — министр финансов Приднестровской Молдавской Республики.

## Награды
- Орден «Трудовая слава»[6]
- Орден «За заслуги» II степени[6]
- Орден Почёта[7]
- Медаль «За трудовую доблесть»[8]
- Медаль «За безупречную службу» III степени[9]
- Медаль «15 лет таможенным органам Приднестровской Молдавской Республики»[10]
- Нагрудный знак «20 лет финансовой системе Приднестровской Молдавской Республики»[6]
- Заслуженный работник Приднестровской Молдавской Республики[6]